# Richard Eggers
Richard Eggers (* 24. September 1905 in Wilster; † 15. Juni 1995) war ein  deutscher Maler und einer der bedeutendsten Vertreter des Post-Impressionismus im norddeutschen Raum. In beinahe 70 Jahren, in denen er künstlerisch tätig war, schuf er mehr als 6000 Gemälde. Für sein Lebenswerk erhielt er 1975 das Bundesverdienstkreuz am Bande.

## Leben
Bevor sich Richard Eggers ausschließlich der Kunst widmete, absolvierte er von 1920 bis 1923 widerwillig eine Lehre als Klavierbauer im väterlichen Betrieb. Anschließend genoss er eine weitere Ausbildung in der Hamburger Pianoforte-Fabrik G. Stapel. Währenddessen besuchte er heimlich Abendkurse zur Malerei an der Hamburger Kunstgewerbeschule. Von 1927 bis 1930 absolvierte er ein Studium an der privaten Malschule von G. J. Buchner in München und der privaten Kunstschule von L. Paczki-Mahrholz in Leipzig. Studienreisen führten ihn anschließend unter anderem in die Schweiz nach Morcote am Luganer See. Nach seiner Rückkehr in die Heimat und mit dem Tod des Vaters konfrontiert, verzichtete Eggers auf die Übernahme der Klavierbaufirma und begann seine Karriere als freischaffender Maler in Husum. Da er wie Vincent van Gogh unter freiem Himmel malte und Schleswig-Holsteins raue Windböen so manches Werk vernichteten, siedelte er 1934 ins klimatisch geschütztere Alte Land nach Jork um. Von dort aus unternahm er weitere Studienreisen nach Süddeutschland, wurde Mitglied der Ulmer Künstlergilde. Mitten in der Aufbauphase wurde sein Schaffen von 1939 bis 1945 durch den Wehrdienst unterbrochen. Nun fand er sich als „Kriegsmaler“ in Rumänien, Russland und Südfrankreich wieder, bevor er bei Marseille in Gefangenschaft geriet.
Im Jahr 1949 konnte er seiner Leidenschaft wieder nachgehen, musste aber quasi von vorne beginnen. Dabei begegnete Eggers „seiner Polly“ und fand in ihr eine Frau, die ihm in allen Lebenslagen zur Seite stand. Da das Weniger überwiegt, unternahm Eggers 1956 weitere Studienreisen in die Niederlande, unter anderem nach Otterlo (Provinz Gelderland) sowie Amsterdam, schwelgte unter dem Eindruck der Werke von Rembrandt, van Gogh und Cézanne. Inspiriert und voller Tatendrang kehrte er mit neuen Ideen und reduzierter Palette zurück. Seine Begeisterung färbte ab. Es folgten ausnahmslos erfolgreiche Ausstellungen. Nach erneuten Studienreisen in die Schweiz und Norditalien stand eine Ausstellung in Zürich an, danach in Küsnacht und Genf. Zahlreiche private und öffentliche Aufträge, insbesondere für überdimensionale Sgraffiti an öffentlichen Bauten, erfolgten.
1965 wurde zunächst wieder ein Jahr großer Erfolge, dann zu einem Jahr der persönlichen Katastrophe: Bei der fast fertiggestellten Arbeit an einem großen Sgraffito an der Stirnwand der Altländer Festhalle in Jork stürzte Eggers von einem sieben Meter hohen Gerüst, dessen Geländer die Maurer gedankenlos in einer Arbeitspause um wenige Meter verschoben hatten. Mehrere Brust- und Rückenwirbel waren gebrochen, eine Querschnittlähmung die bleibende Folge. Eggers resignierte ob seines Schicksals; er war auf einen Rollstuhl angewiesen.
Seiner Frau Polly ist es letztlich zu verdanken, dass er nicht den Mut verlor. Heimlich lernte sie Autofahren, machte die Fahrprüfung und überraschte Eggers damit, dass sie ihn zu allen Plätzen fahren werde, die er zum Malen aussuchen würde. Als er 1967 nach über zweijährigem Krankenhausaufenthalt wieder nach Hause kam, malte er noch besessener an seinen Motiven, lud jährlich zu neuen Ausstellungen in sein Atelier. Inzwischen war seine Fan-Gemeinde derart gewachsen, dass sich bald regelmäßig rund 300 Kunstfreunde auf engstem Raum einfanden. Obgleich die Altländer Sparkasse Jork aufgrund der Platznot mehrfach anbot, die Ausstellungen in ihre Geschäftsräume zu verlegen, dachte Richard Eggers rund 10 Jahre nach, bevor er das Angebot annahm. Diese Verbindung sollte mehr als 20 Jahre bestehen.
1975, anlässlich des 70. Geburtstags von Richard Eggers, wurde ihm das Bundesverdienstkreuz am Bande von Loist Grolle, ehemaliger niedersächsischer Minister für Kultur und Wissenschaft, verliehen. Eggers nahm diese Ehre dankend an, überreichte den ehrenvollen Anstecker aber sofort seiner Frau Polly, ohne die er seine Kunst nicht hätte leben können. Eggers verstarb am 14. Juni 1995.

## Werk
Das Werk Richard Eggers umfasst hauptsächlich Landschaften, Blumenbilder, Figürliches, Porträts und Arbeiten im öffentlichen Raum (Fresken, Sgraffiti). Er ist stilistisch dem Neo-Impressionismus oder auch Post-Impressionismus zuzuordnen. Zu seinen bekanntesten Modellen zählte unter anderem der Komiker Addi Münster. Eggers blieb die ersten Jahre nach seinem Studium der Münchner Schule treu, bis er beeindruckt von den Arbeiten Van Goghs, Monets und Cezannes seinen Mal-Stil grundsätzlich änderte. Unter anderem verabschiedete er sich von den traditionellen Erdfarben. Er blieb Zeit seines Lebens ein Plainerist. Das heißt, er suchte sich seine Motive vorwiegend in der norddeutschen Landschaft und malte seine Bilder unter freiem Himmel.
Sein Anliegen galt mehr dem Festhalten atmosphärischer Eindrücke. Eggers-Zitat: „Ich bin naturalistischer Maler, der stark im Impressionismus wurzelt. So wie jede Saite des Instruments auf die andere abgestimmt sein muss, so strebe ich diese Harmonie auch für die Komposition meiner Bilder an. Aus der Vielfältigkeit und dem Reichtum der Natur des niederdeutschen Raumes, dem ich mich trotz meiner Reisen durch viele Länder Europas innerlich tief verbunden fühle, wähle ich meine Motive. Es sind weniger die Umrisse selbst als der Schatten, die sie werfen. Die Illusionen des Gegenstandes in flimmerndes Licht getaucht.“ Richard Eggers ist der Vater des Bildhauers Carsten Eggers.

## Linolschnitte
Neben vielfältigen Landschaftsmotiven in Öl und Pastell sowie Grafiken zählen auch Linolschnitte auf Japanpapier zum Hauptwerk von Richard Eggers. Sämtliche Motive sind nach eigenen Studien in aufwendiger Prozedur im Atelier entstanden. Sowohl der Linolschnitt als auch der anschließende Druck auf Seidenpapier wurden nach altbewährter Technik hergestellt. Eine Auswahl der Werke wurde parallel zu den jährlichen Ausstellungen in Form von Wand-Kacheln verewigt, die zu Sammelobjekten wurden.